# Orde van de Pleiaden

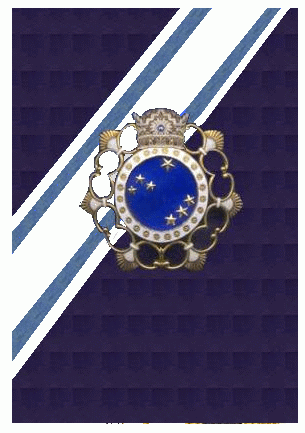
Versiersel en lint.

De Orde van de Pleiaden (Perzisch: نشان هفت‌پیکر , Nishân-i-Haft Paykar) was een damesorde van het voormalige keizerrijk Iran. De orde werd in 1955 ingesteld en is sinds de Iraanse Revolutie van 1979 niet meer in gebruik.
Farah Diba, de weduwe van de Iraanse sjah Mohammed Reza Pahlavi, was grootmeesteres van deze orde die in 1955 de eerder opgeheven Orde van de Zon, de damesorde van de Kadjaren dynastie in Perzië verving.
De Orde werd genoemd naar de tweede echtgenote van de sjah, keizerin Soraya.

## De graden van de orde
- Eerste Klasse, gereserveerd voor regerende koninginnen, niet regerende koninginnen, vrouwelijke staatshoofden en echtgenotes van staatshoofden. De draagsters droegen het kleinood aan een geel lint met twee blauwe strepen over de rechterschouder op de linkerheup. Het lint was versierd met twee gouden kwasten.
- Tweede Klasse, gereserveerd voor koninklijke prinsessen. Het kleinood werd aan een wit lint met twee blauwe strepen over de rechterschouder op de linkerheup gedragen. Het lint was versierd met twee zilverwitte kwasten.
- Derde Klasse, gereserveerd voor dames van aanzien.[1] Het kleinood werd aan een strik van het lint op de linkerschouder gedragen.

Sinds de Iraanse Revolutie van 1979 wordt de orde in Iran niet meer verleend en heeft zij haar bestaansrecht verloren.
Keizerin-Weduwe Farah Diba ontving de Eerste Klasse op 21 december 1959. H.K.H. Prinses Shahnaz Pahlavi werd op 11 oktober 1957 met de IIe Klasse gedecoreerd.
Koningin Beatrix der Nederlanden was Dame der Tweede Klasse in deze orde. Zij kreeg deze onderscheiding als kroonprinses bij een staatsbezoek van de sjah aan Nederland in 1959.
De naam van de orde verwees naar een constellatie van sterren, het Zevengesternte oftewel de pleiaden, aan de noordelijke sterrenhemel. Het juweel was een blauw medaillon waarop de zeven sterren van de Pleiaden zijn aangeduid. Daarboven is de Perzische keizerskroon van de Pahlevi-dynastie geplaatst. Op de witte ring rond het medaillon stonden 24 gouden sterretjes. Het lint was wit met twee blauwe strepen.
Farah Dibah heeft in 2006 in Parijs een met diamanten bezet grootkruis van de orde laten veilen voor een goed doel.